# Mémorial national du Père Marquette
 (février 2025).
Si vous disposez d'ouvrages ou d'articles de référence ou si vous connaissez des sites web de qualité traitant du thème abordé ici, merci de compléter l'article en donnant les références utiles à sa vérifiabilité et en les liant à la section « Notes et références ».
Le Mémorial national du Père Marquette rend hommage à la vie et à l'œuvre de Jacques Marquette, prêtre et explorateur français. Le mémorial est situé dans le parc d'État de Straits, près de Saint-Ignace, dans l'actuel État américain du Michigan, où il a fondé une mission jésuite en 1671 et a été enterré en 1678. Le bâtiment associé au musée du Père Marquette a été détruit dans un incendie le 9 mars 2000.

## Histoire

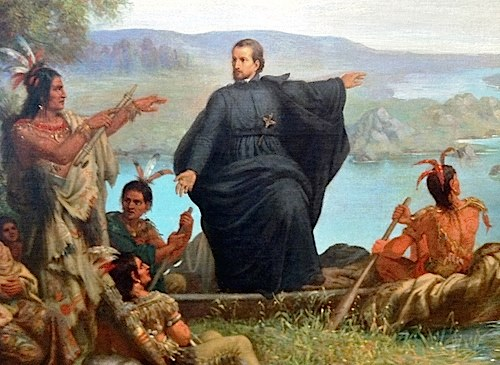
P. Jacques Marquette

Marquette arrive en Nouvelle-France en 1666. Marquette a établi les premières colonies européennes du Michigan à Sault Sainte-Marie et Saint-Ignace près de l'île Mackinac en 1668 et 1671. Il a vécu parmi les Indiens des Grands Lacs de 1666 jusqu'à sa mort en 1675. Durant ces neuf années, le père Marquette maîtrise plusieurs langues autochtones et rejoint Louis Jolliet dans son expédition visant à explorer et à cartographier une route navigable vers l'océan Pacifique, ce qui aboutit à la découverte française du fleuve Mississippi.
Les expéditions Marquette et Joliet ont exploré la rivière Fox, le fleuve Mississippi jusqu'à l'Arkansas, la rivière Illinois et la rivière Chicago. Ils ne se dirigèrent pas vers l'embouchure du Mississippi en raison de l'hostilité des indigènes et de la peur d'affronter les colons espagnols.
En octobre 1674, Marquette et deux compagnons partent en expédition missionnaire. À la fin de l’année, il fut atteint de dysenterie. Il est décédé près de Ludington, dans le Michigan, alors qu'il tentait de retourner à St. Ignace. La tombe du père Marquette a été retrouvée au centre-ville de Saint-Ignace, près du musée indien Ojibway, sur State Street.

## Le site aujourd'hui
Après la destruction du Marquette Memorial Museum par un incendie en 2000, le site abrite des expositions et un sentier d'interprétation de quinze stations. Le bâtiment principal est une structure en bois à aire ouverte avec des kiosques.

## Gestion
Le mémorial de 210 000 m² appartient et est administré par le Ministère des ressources naturelles du Michigan et est une zone affiliée au National Park Service. L'inscription au mémorial national a été autorisée le 20 décembre 1975. Contrairement à la plupart des mémoriaux nationaux, le père Marquette n'est pas inscrit au registre national des lieux historiques.